# Cro-Mags

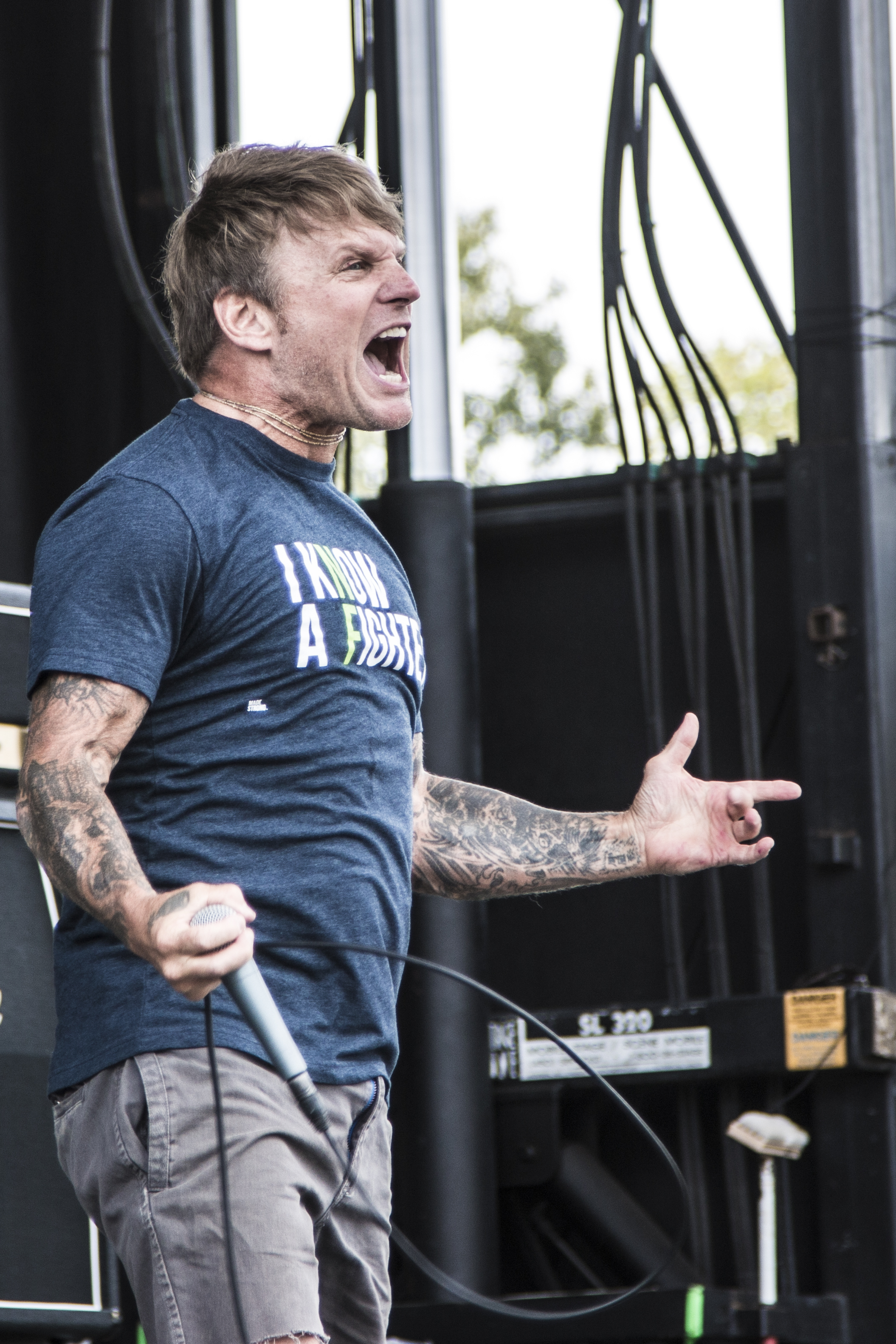
John Joseph McGowan, były wokalista Cro-mags

Cro-Mags – grupa muzyczna z Nowego Jorku, grająca w stylach hardcore i crossover. 
Grupa wydała wiele nagrań, z czego dwa pierwsze uznaje się za najbardziej wpływowe. Umieszcza się ich pośród pierwszych zespołów, które połączyły hardcore punk i thrash metal (m.in. D.R.I., Sick of It All, Agnostic Front, Anti Cimex, Ratos De Porao) i kojarzeni są z narodzinami mocniejszego nurtu wewnątrz sceny hardcore w późnych latach 80. XX wieku. Cro-Mags łączeni są też z ruchem religijnym Hare Krishna.

## Historia
Na początku zespół nagrał demo z piosenkami, które ostatecznie znalazły się na ich debiutanckim albumie The Age Of Quarrel (1986). Basista Harley Flanagan i wokalista John Joseph, delikatnie mówiąc, nie byli najlepszymi przyjaciółmi i w końcu Joseph opuścił grupę (na kilka lat). Po The Age of Quarrel muzycy wydali w roku 1989 płytę Best Wishes. Wyraźny był tam wpływ heavy metalu, który zraził część fanów. Kolejnym nagraniem były Alpha Omega w 1992 roku i następujące Near Death Experience w roku 1993, które objęły tylko oddanych wielbicieli Cro-Mags. Po wielu zmianach składu i częstych rozpadach grupa rozwiązała się. Jednakże wydana w roku 2000 płyta Revenge był powrotem do korzeni ich muzyki i niemalże dorównała pierwszym nagraniom.
Obecny skład
- Harley Flanagan – śpiew, gitara basowa
- Rocky George  – gitara
- Gabby Abularach – gitara
- Garry "G-Man" Sullivan – perkusja

## Dyskografia
- The Age Of Quarrel (1986)
- Best Wishes (1989)
- Alpha-Omega (1992)
- Near Death Experience (1993)
- Hard Times in An Age of Quarrel (1994)
- Revenge (2000)
- Before The Quarrel (2000)
- Twenty Years of Quarrel and Greatest Hits (2006)
- In the Beginning (2020)

## Wideografia
- Live In An Age of Quarrel (2004)